# Braam (rand)

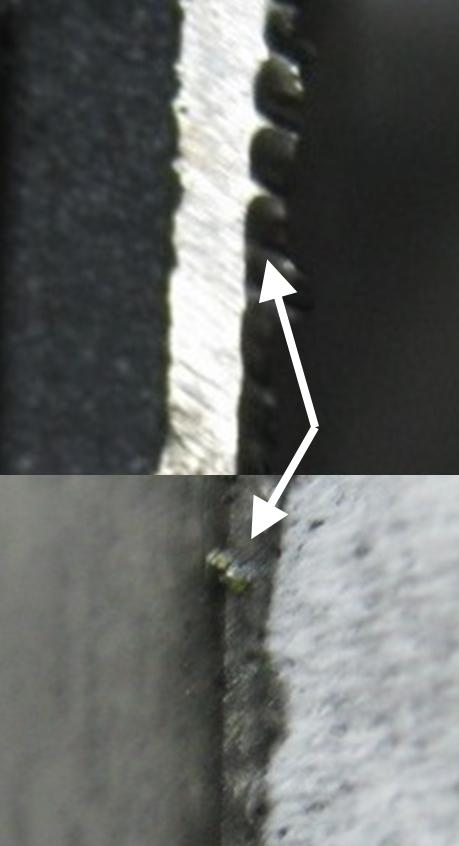
De witte pijlen geven de braam aan

Een braam is een scherpe opstaande rand die kan ontstaan bij bewerking van materialen.
Bij koude metaalbewerking kunnen bramen ontstaan bij stansen, ponsen, zagen en vijlen. Het gieten en smeden van metaal geeft bramen als er metaal vloeit tussen de delen van de gietvorm of de matrijs. Ook bij het spuitgieten kunnen dergelijke bramen ontstaan. Bramen kunnen ook ontstaan door het slaan met een hamer op een beitel.
De bramen kunnen worden verwijderd, dit noemt men afbramen. De manier van afbramen wordt bepaald door de vorm van het werkstuk en de aard van het materiaal. Afbramen is mogelijk met een vijl, schuurpapier, schuurband, een elektrische slijpmachine of een met haakse slijper.
Bramen ontstaan ook bij het zagen van kunststof, bijvoorbeeld van pvc-buizen. Zo'n braam is echter niet scherp en kan meestal eenvoudig worden verwijderd.